# Evaza flaviscutellata
Evaza flaviscutellata är en tvåvingeart som beskrevs av Günther Enderlein 1914. Evaza flaviscutellata ingår i släktet Evaza och familjen vapenflugor. Inga underarter finns listade i Catalogue of Life.